# Neuscharrel
Neuscharrel ist ein Ortsteil der Stadt Friesoythe, welche im Landkreis Cloppenburg in Niedersachsen liegt.

## Geschichte
Am 19. November 1821 wurde der Name für die Ortschaft von Herzog Friedrich Ludwig bestimmt.
Der Name Neuscharrel beruht auf dem der Muttergemeinde Scharrel. Am Anfang des 19. Jahrhunderts gab es im Saterland, einer „Insel im Moor“, schon länger einige Siedlungen.
Am Sonntag, dem 26. August 1821, kam es zu einem größeren Feuer, welches von Zigeunern durch grobe Unvorsichtigkeit in einem Wohnhaus ausgelöst wurde. Die Häuser waren mit Stroh bedeckt und standen dicht beieinander, so dass sich das Feuer schnell ausbreiten konnte. Da die meisten Bürger an einem Gottesdienst im Nachbarort Ramsloh teilnahmen und somit keine Rettungsmaßnahmen durchgeführt werden konnten, wurde das ganze Dorf zerstört.
Da die Wohnhäuser in Scharrel dicht beieinander lagen, unterbreitete nach dem Feuer der damalige Amtmann Bartel in Friesoythe den Vorschlag, einen Teil der zerstörten Häuser auf dem „Barenberge“ anzusiedeln. Dabei war von Nachteil, dass es ein bis zwei Stunden vom Dorf entfernt lag und bisher nur als Tierweide genutzt worden war. Der Amtmann Bartel beabsichtigte, das sogenannte „schwarze Moor“ zu kultivieren und das Dorf Scharrel nicht wieder so dicht zu besiedeln. Auf Antrag des alten Amtes Friesoythe wurde der Bau von 12 Häusern auf der alten Brandstelle gestattet. Nach „Barenberg“ wurden die übrigen 14 Häuser verwiesen.
Am 21. November 1821 begann die Absteckung der neuen Siedlung Neuscharrel. Hervorgegangen ist die ganze Fläche aus Markenteilung. Der Verkauf von 200 Jück erbrachte 2026 Reichstaler. In den Jahren 1830–1832 erhielt jeder Bürger 60 Reichstaler aus dem Verkauf, am Ende waren noch 800 Reichstaler übrig. Dieser Betrag wurde verwendet, um eine Brücke über die Marka zu erbauen und damit eine Straße von Friesoythe nach Neuscharrel anzulegen.
17 Scharreler entschlossen sich, in den ersten Jahren nach Neuscharrel zu ziehen. Aus benachbarten oldenburgerischen und hannoverschen Gemeinden erfolgte bald weiterer Zuzug. Die Mühen zahlten sich aus, im Jahre 1832 gab es bereits 48 Wohnhäuser und die schlimmsten Jahre waren überstanden. Im Jahre 1855 stieg die Zahl auf 67 Häuser an.
Am 1. März 1974 wurde Neuscharrel in die Stadt Friesoythe eingegliedert.
Der derzeitige Ortsvorsteher ist Stefan Fuhler.

## Wappen
| | Blasonierung: „In Gold (Gelb) eine erhöhte blaue Wellendeichsel; aus dem Schildfuß wachsend drei schwarze Rohrkolben mit grünen Blättern.“ |
| Wappenbegründung: Das am 8. Dezember 1969 vom Präsidenten des Niedersächsischen Verwaltungsbezirks Oldenburg verliehene Wappen in den Farben Gold für das Hochstift Münster und Blau für das Großherzogtum Oldenburg symbolisiert durch die Wellendeichsel die beiden Flüsse Marka und Ohe, die im Ortsgebiet in die Sagter Ems zusammenfließen. Die Rohrkolben weißen darauf hin, dass es hauptsächlich Niederungsgebiet ist. | |